# Indoevropski etimološki slovar
Indoevropski etimološki slovar  (angleško Indo-European Etymological Dictionary), znan tudi z angleško kratico IEED je raziskovalni projekt Oddelka za primerjalno indoevropsko jezikoslovje na  Univerzi v Leidnu, ki ga je začel Peter Schrijver z ekipo leta 1991. IEED nadzirata Alexander Lubotsky in Robert Beekes. 
Slovar poskuša doseči naslednje cilje: 
- pripraviti etimološke zbirke za posamezne veje indoevropskih jezikov, ki bodo vsebovale vse besedišče, ki mu lahko sledimo nazaj do  indoevropskega prajezika in objaviti v zbirki Leiden Indo-European Etymological Dictionary pri založbi Brill.
- Objaviti vse zbirke brezplačno na internetu z STARLING [1] programsko opremo
- Ko bodo objavljeni vsi slovarji posameznih vej indoevropskih jezikov, narediti nov veliki Indoevropski etimološki slovar, ki bo služil kot nadomestilo za prejšnji Indoevropski etimološki slovar Juliusa Pokorneja »Indogermanisches etymologisches Wörterbuch”, ki je bil izdan leta 1959. Slednji slovar je posodobitev starejšega slovarja v treh zvezkih Vergleichendes Wörterbuch der indogermanischen Sprachen (1927–1932), ki sta ga izdala Alois Walde in Julius Pokorny). IEW je trenutno zastarel, zato tudi ideja za nov slovar.

## Prispevki po jezikih
- Albanščina: Bardhyl Demiraj, Michiel de Vaan
- Anatolski jeziki: Alwin Kloekhorst
- Armenščina: Hrach Martirosyan
- Baltski jeziki: Rick Derksen
- Keltski jeziki: Ranko Matasović
- Germanski jeziki: Guus Kroonen
  - Starofrizijski jezik: Dirk Boutkan, Sjoerd Siebinga
- Stara grščina: Robert Beekes
- Indo-arijski jeziki: Alexander Lubotsky
- Iranski jeziki: Garnik Asatrian
  - Iranski glagoli: Johnny Cheung
- Italski jeziki: Michiel de Vaan
- Slovanski jeziki: Rick Derksen
- Toharščina: Michaël Peyrot

## Izdana dela
Do sedeaj so bila izdana naslednja dela:
- Boutkan, Dirk; Siebinga, Sjoerd Michiel (2005). Old Frisian Etymological Dictionary. Brill Academic Publishers. ISBN 978-90-04-14531-3.
- Cheung, Johnny (2007). Etymological Dictionary of the Iranian Verb. Brill Academic Publishers. ISBN 978-90-04-15496-4.
- Kuz'mina, Elena E. (2007).  Mallory, J. P. (ur.). The Origin of the Indo-Iranians. Brill Academic Publishers. ISBN 978-90-04-16054-5.
- Derksen, Rick (2007). Etymological Dictionary of the Slavic Inherited Lexicon. Brill Academic Publishers. ISBN 978-90-04-15504-6.
- Kloekhorst, Alwin (2008). Etymological Dictionary of the Hittite Inherited Lexicon. Brill Academic Publishers. ISBN 978-90-04-16092-7.
- Bomhard, Allan R. (2008). Reconstructing Proto-Nostratic. Brill Academic Publishers. ISBN 978-90-04-16853-4.
- de Vaan, Michiel (2008). Etymological Dictionary of Latin (and the other Italic Languages). Brill Academic Publishers. ISBN 978-90-04-16797-1.
- Martirosyan, Hrach K. (2009). Etymological Dictionary of the Armenian Inherited Lexicon. Brill Academic Publishers. ISBN 978-90-04-17337-8.
- Matasović, Ranko (2009). Etymological Dictionary of Proto-Celtic. Brill Academic Publishers. ISBN 978-90-04-17336-1.
- Beekes, Robert S. P. (2009). Etymological Dictionary of Greek. Brill Academic Publishers. ISBN 978-90-04-17418-4.
- Kroonen, Guus (2013). Etymological Dictionary of Proto-Germanic. Brill Academic Publishers. ISBN 978-90-04-18340-7.

## Ostali indoevropski slovarji
- Grundriß der vergleichenden Grammatik der indogermanischen Sprachen ("Outline of the comparative grammar of the Indo-Germanic languages") izdan v dveh zvezkih med 1886 in 1916.
- Lexikon der indogermanischen Verben (LIV, "Leksikon indoevropskih glagolov") je uredil Helmut Rix leta 1998, druga izdaja pa je izšla leta 2001. Knjiga je neke vrste posodobitev slovarja “Indogermanisches etymologisches Wörterbuch”, ki ga je izdal Julius Pokorny.